# Oscar Thunberg
Carl Oscar Thunberg, född 3 september 1896 i Österunda församling, Västmanlands län, död 25 januari 1987, var en svensk bankdirektör.
Thunberg, som var son till lantbrukare Leonard Thunberg och Emma Lundqvist, anställdes av byggnadsfirman Lindståhl & Törnqvist i Stockholm 1920, av Länssparbanken Stockholm 1927, blev kamrer vid Westmanlands läns sparbank i Västerås 1936 och var direktör där från 1961. Han blev i äktenskap (1921) med Margareta Winqvist far till Lars Thunberg.